# Pierre Berton (dramaturge)
Pour les articles homonymes, voir Pierre Berton et Berton.
Pierre Montan, dit Pierre Berton, est un dramaturge et comédien français né dans l'ancien 2e arrondissement de Paris le 6 mars 1842 et mort à Paris 16e le 24 octobre 1912.

## Biographie
Pierre Berton, Pierre François Samuel Montan de son nom de naissance, est le petit-fils du compositeur Henri Montan Berton (1767-1844), le fils du comédien Charles-François Montan Berton, dit Charles Francisque Berton (1820-1874) et de Julie Félicie Caroline Samson, romancière, fille de l'acteur Joseph Samson, sociétaire de la Comédie-Française.
Pierre Berton se produit d'abord comme comédien sur les scènes parisiennes, remportant des succès au théâtre du Gymnase, à l'Odéon, au Théâtre-Français, au théâtre du Vaudeville. En 1865, il débute comme auteur dramatique avec Les Jurons de Cadillac, une comédie en un acte, et continue, deux ans après avec une autre comédie, La Vertu de ma femme. Dès lors, il alterne pendant trois décennies son travail d'auteur et son métier de comédien. À la fin du XIXe siècle, il cesse de se produire sur scène mais continue, jusqu'à sa mort à écrire pour le théâtre.
De 1908 à 1909, il publie en feuilleton, dans Le Figaro Littéraire, ses Souvenirs de la vie de théâtre, édités en volume en 1913.

## Comédien
- 1864 : Les Flibustiers de la Sonore de Gustave Aimard et Amédée Rolland, Théâtre de la Porte-Saint-Martin
- 1869 : Patrie ! de Victorien Sardou, Théâtre de la Porte-Saint-Martin
- 1882 : Fédora de Victorien Sardou, Théâtre du Vaudeville
- 1886 : Le Crocodile de Victorien Sardou, Théâtre de la Porte-Saint-Martin
- 1887 : La Tosca de Victorien Sardou, Théâtre de la Porte-Saint-Martin
- 1891 : L'Impératrice Faustine de Stanislas Rzewuski, Théâtre de la Porte-Saint-Martin
- 1895 : Le Collier de la reine de Pierre Decourcelle, Théâtre de la Porte-Saint-Martin

## Dramaturge
- 1862 mars - Le Pavé de George Sand, avec comme acteurs : Pierre-Chéri Lafont[3] (1797-1873); Pierre Berton (1842-1912); Marie Delaporte (1838-1910); Anna Chéri-Lesueur (1826-1912)
- 1865 : Les Jurons de Cadillac, comédie en un acte, Théâtre du Gymnase
- 1867 : La Vertu de ma femme, comédie en un acte, Théâtre du Gymnase
- 1868 : Didier, pièce en 3 actes, Théâtre de l'Odéon
- 1880 : La Tempête, poème symphonique en 3 parties, d'après Shakespeare, poème Armand Silvestre et Pierre Berton, musique Alphonse Duvernoy, Théâtre du Châtelet
- 1882 : Sardanapale, opéra en 3 actes, d'après Lord Byron, livret Pierre Berton, musique Alphonse Duvernoy, Concerts Lamoureux
- 1889 : Léna, pièce en 4 actes avec Sarah Bernhardt, Théâtre des Variétés
- 1894 : Les Chouans, drame en 5 actes de Pierre Berton et Émile Blavet d'après Balzac, Théâtre de l'Ambigu
- 1898 : Zaza, pièce en 5 actes de Pierre Berton et Charles Simon[4], Théâtre du Vaudeville. Elle sera adaptée l'année suivante à New-York, par David Belasco[5].
- 1901 : Yvette, comédie en 3 actes d'après Guy de Maupassant, Théâtre du Vaudeville
- 1905 : La Belle Marseillaise, drame en 4 actes, Théâtre de l'Ambigu
- 1909 : La Rencontre, pièce en 4 actes, Comédie-Française, 17 juin 1909
- 1912 : Mioche, pièce en 3 actes, Théâtre du Vaudeville

## Publication
- Pierre Berton, Souvenirs de la vie de théâtre, La Revue de Paris, Paris, 1913